# لئوناردو سانتیاگو
لئوناردو سانتیاگو (به پرتغالی: Leonardo Vitor Santiago) مهاجم اهل برزیل است که در شهر ریودو ژانیرو و در تاریخ ۹ مارس ۱۹۸۳ به دنیا آمده‌است.
لئوناردو سانتیاگو در تیم‌های فوتبال فاینورد سابقهٔ حضور دارد.